# Mario Golf: Super Rush
Mario Golf: Super Rush is een computerspel, ontwikkeld door Camelot Software Planning en uitgegeven door Nintendo voor de Switch. Het golfspel werd in februari 2021 aangekondigd via een Nintendo Direct en is op 25 juni 2021 uitgebracht.
Het is het zevende deel in de Mario Golf-serie na Mario Golf: World Tour in 2014 en maakt deel uit van de grotere Mario-franchise. Vooruitbestellingen van het spel worden geleverd met een exclusieve pin-set.

## Gameplay
De gameplay bevat verschillende personages uit de Mario-franchise die strijden in de golfsport, met reguliere competities en andere spelmodi. Doel van het spel is om de golfbal in de hole te krijgen met zo weinig mogelijk slagen. Er kan zowel met knoppen als bewegingsbesturing worden gespeeld.
Het spel introduceert nieuwe spelmodi:
- Speed Golf, hierbij moeten spelers in een race proberen om als eerste de bal in de hole te krijgen.
- Battle Golf, vergelijkbaar met Speed Golf maar speelt zich af in een arena.
- Golf Adventure, bevat elementen uit het rollenspelgenre zoals het verkrijgen van ervaringspunten en het toekennen van punten aan bepaalde vaardigheden.

## Personages
Er zijn in totaal 16 personages in het spel:
- Mario
- Luigi
- Peach
- Yoshi
- Bowser
- Wario
- Donkey Kong
- Daisy
- Waluigi
- Bowser Jr.
- Boo
- Toad
- Rosalina
- Pauline
- King Bob-omb
- Chargin' Chuck